# 高動態範圍
高動態範圍（英語：high dynamic range，簡稱HDR），是指动态范围特別高的情況。此名詞常用在显示器、摄影、3D渲染以及數位影像和數位音訊產生。此名詞也可以用在模擬信號或數位信號上，或是錄製、處理或複製這類信號的方式。

## 影像
以影像來說，动态范围是指影像從最亮部份和最暗部份之間的光度範圍。因此「高動態範圍」是指在影像或影片中，最亮部份和最暗部份的光度差異很大。
高動態範圍成像（High-dynamic-range imaging，HDRI）是指可以增加影像或影片動態範圍的成像技術，包括了影像或影片的取得、產生、儲存、散佈及顯示。
現代電影多半是用支援高動態範圍的相機拍攝，傳統電影可以轉換成高動態範圍的格式，不過有些影格可能會需要人工介入（就像黑白電視轉換為彩色的情形相近）。有些特殊效果（特別是混合真實鏡頭及合成鏡頭的效果）會需要高動態範圍拍攝及渲染。在一些需要高精度，補捉快速變化影像的時間效果時，也會用到高動態範圍影像。在一些工業應用的監控（例如焊接、車輛產業的預測性駕駛輔助系統、閉路電視等應用）中，很需要這類的功能。

## 外部連結
- (PDF). Intel Corporation. November 2017  [2021-07-07]. （原始内容存档 (PDF)于2020-06-11）.